# 人際取向心理治療
人際取向心理治療  （英語：Interpersonal psychotherapy，簡稱：IPT）是一個簡要的、專注於依附關係的心理治療，該治療著重在人際關係問題與症狀的改善。人際取向的心理治療是屬於「經實務驗證過的療法」，且整個療程以歷時不超過12到16周為目標。人際取向的心理治療是高度結構化、時間安排緊湊的心理治療法。人際取向的心理治療的中心思想是「既然人際關係和生活中的大小事能影響心情；那麼反過來，心情也能影響人際關係和生活中的大小事」。此方法是在1970年代由美國精神醫師Myrna Weissman及Gerald Klerman所發展的，一開始用來治療重度抑郁症，後來也用在許多精神疾患的治療上。在治療抑郁症上，人際取向心理治療是經實務驗證過的療法，若配合精神藥物使用，治療效果更好。人際取向心理治療和认知行为疗法（CBT）都是精神醫學治療指南中建議的療法。這二個療法也是美國精神科住院醫師強制接受培訓的二個療法。

## 來源
1. ↑  Markowitz, JC; Svartberg, M; Swartz, HA. . The Journal of Psychotherapy Practice and Research. 1998, 7 (3): 185–95. PMC 3330506 . PMID 9631340.
2. ↑  . Nightingale Hospital.   [26 April 2015]. （原始内容存档于2020-11-30）.
3. ↑  Cuijpers, Pim; Donker, Tara; Weissman, Myrna M.; Ravitz, Paula; Cristea, Ioana A. . American Journal of Psychiatry. 2016, 173 (7): 680–7. PMID 27032627. doi:10.1176/appi.ajp.2015.15091141.
4. ↑  Cuijpers, Pim; Geraedts, Anna S.; van Oppen, Patricia; Andersson, Gerhard; Markowitz, John C.; van Straten, Annemieke. . American Journal of Psychiatry. 2011, 168 (6): 581–92. PMC 3646065 . PMID 21362740. doi:10.1176/appi.ajp.2010.10101411.
5. ↑  Tsai, Alexander C.; Barth, Jürgen; Munder, Thomas; Gerger, Heike; Nüesch, Eveline; Trelle, Sven; Znoj, Hansjörg; Jüni, Peter; Cuijpers, Pim. . PLoS Medicine. 2013, 10 (5): e1001454. PMC 3665892 . PMID 23723742. doi:10.1371/journal.pmed.1001454.
6. ↑  Hollon, Steven D.; Beck, Aaron T. . Lambert, Michael J.  (编).  6th. Hoboken, NJ: John Wiley & Sons. 2013: 393–442. ISBN 978-1-118-41868-0.

- Sullivan, Harry Stack. . W. W. Norton & Company. 1968 [1953]. ISBN 978-0-393-00138-9.